# STV St Lawrence II
Le STV St. Lawrence II est un brick-goélette canadien.
Il navigue comme navire-école de l'association Brigantine Inc. pour la jeunesse sur les Grands Lacs et le fleuve Saint-Laurent.
Son port d'attache actuel est Kingston en Ontario.

## Histoire
Le St. Lawrence a été conçu par Francis MacLachlan et Mike Eames dans le seul but de la formation à la voile de la jeunesse. Il a été réalisé sur un chantier naval de Kingston en 1953.
Il a d'abord été affilié aux Cadets de la Marine royale canadienne puis a été ouvert aux jeunes de 14 à 18 ans.
Son succès a permis la construction et le lancement de deux sister-ships , le STV Pathfinder en 1962 et le T. S. Playfair en 1973 appartenant à l'association Toronto Brigantine Inc..
À bord du navire, il y a trois quarts: rouge, blanc et bleu. Chaque quart (de huit heures) est sous la direction d'un officier de quart ; le reste du quart se compose d'un sous-officier ou officier marinier en chef et de 6 stagiaires.
Pour chaque quart, l'officier supérieur est généralement à la barre comme timonier pour la navigation qui commandent les sous-officiers (petty Officer). Les autres postes sur le navire sont le cuisinier, le bosco ou maître d'équipage, le Commandant en second et le Capitaine de navire.
Le Capitaine et le Commandant en second sont généralement les seules personnes à bord du navire qui ont plus de 18 ans, et ils sont les plus qualifiés. Les officiers de quart, cuisinier, bosco et sous-officiers sont souvent ages de moins de 18 ans, mais ils ont participé à plusieurs croisières de formation et complété une formation complémentaire au cours du programme de formation d'hiver.